# テオ・ミエ
テオ・ミエ（Théo Millet、1997年7月8日 - ）は、フランスのラグビーユニオン選手。トップ14のリヨンOUに所属している。

## 経歴
フランス、オート＝ガロンヌ県トゥールーズ生まれ。
2014年、U18フランス7人制代表となる。2016年には、フランス7人制代表に選ばれた。
15人制では、U17フランス代表、U18フランス代表、U19フランス代表、U20フランス代表に選ばれた。
2016年、スタッド・フランセに加入。
2018年、オヨナ・ラグビーに移籍。
2025年、フランス代表のニュージーランド遠征のメンバーに選ばれた。